# Misioneros de la Natividad de María
Die Kongregation der Misioneros de la Natividad de María (lateinisch Congregatio Missionariorum Nativitatis Mariae, deutsch Missionare der Geburt von Maria; Ordenskürzel MNM) ist ein römisch-katholisches Institut des geweihten Lebens.

## Geschichte
Die Kongregation der Misioneros de la Natividad de María wurde am 17. April 1944 in der mexikanischen Stadt León durch den spanischen Missionar Vicente Echarri Gil (1903–2005) gegründet. Sie trug zunächst den Namen Esclavos de la Divina Infantita und sollte sich der Ausbildung der Jugendlichen im ländlichen Raum widmen. Am 2. April 1949 wurden in der Kathedrale von León die ersten Priester der Kongregation geweiht. 1952 wurden die Esclavos de la Divina Infantita durch den Bischof von León, Manuel Martín del Campo Padilla, als fromme Vereinigung anerkannt. Am 11. April 1953 eröffnete die Kongregation ihr erstes Priesterseminar in Santa Ana del Conde.
Nachdem der Heilige Stuhl 1966 das Nihil obstat erteilt hatte, wurden die Esclavos de la Divina Infantita am 5. Juni 1970 durch den Bischof von León, Anselmo Zarza Bernal, als Institut diözesanen Rechts errichtet und erhielten ihren heutigen Namen. Am 14. Juni desselben Jahres legten die ersten Mitglieder der Kongregation der Misioneros de la Natividad de María ihre Profess ab. Papst Johannes Paul II. erkannte die Kongregation am 8. Dezember 1988 als Institut päpstlichen Rechts an.

## Tätigkeit und Verbreitung
Die Misioneros de la Natividad de María unterstützen die Diözesanbischöfe in ihrem Apostolat und widmen sich religiösen und sozialen Werken. Sie sind hauptsächlich in Mexiko vertreten, besitzen aber auch einige Niederlassungen in den USA sowie in Puerto Rico, Spanien und Ecuador.
Das Generalat der Kongregation befindet sich in León. 2017 zählte sie 21 Niederlassungen und 174 Mitglieder, wovon 145 Priester sind.

## Generalsuperiore
- Vicente Echarri Gil (1970–1984)
- Carlos Sandoval Govea (1984–1988)
- Javier Uribe Guzmán (1988–1993)
- Rafael Sandoval Sandoval (1993–1999)
- Rafael Servando Domínguez Vargas (1999–2002)
- Daniel González Sandoval (2002–2009)
- Víctor Carabés Chávez (2009–2021)
- Luis Gerardo Sánchez Ponce (seit 2021)

## Bedeutende Mitglieder
- José de Jesús Castillo Rentería MNM (1927–2013), römisch-katholischer Bischof von Tuxtepec
- Hilario Chávez Joya MNM (1928–2010), römisch-katholischer Bischof von Nuevo Casas Grandes
- Rafael Sandoval Sandoval MNM (* 1947), Generalsuperior, römisch-katholischer Bischof von Autlán
- Juan Manuel González Sandoval MNM (* 1964), römisch-katholischer Bischof von Tarahumara